# سانته مارسیلی
سانته مارسیلی (به انگلیسی: Sante Marsili) (زادهٔ ۲ فوریهٔ ۱۹۵۰ – درگذشتهٔ ۲ سپتامبر ۲۰۲۴) بازیکن واترپلو اهل ایتالیا بود.
مارسیلی در ۲ سپتامبر ۲۰۲۴ در ۷۴ سالگی درگذشت.